# World Jazz Warehouse
『World Jazz Warehouse』（ワールドジャズウェアハウス）は、1995年10月からFM COCOLOで放送されているラジオ番組。

## 概要
1995年のFM COCOLO（当時は関西インターメディアが運営し、2012年よりFM802が1局2波体制で運営）開局と共に放送開始した、関西唯一のジャズ専門番組。世界各地から様々なジャズシーンをはじめ、ニューオーリンズ・スウィング・ビバップ・モダンなど、ヴォーカルを含むソロ演奏からビッグバンドまで幅広く紹介する。ジャズの名盤・名演奏、国内外で活躍している話題のゲストも出演するほか、関西で開催されるジャズライブ情報についても紹介する。かつてはハイファイ堂が冠スポンサーに付いており、番組名は『ハイファイ堂 World Jazz Warehouse』であった。
DJはアメリカニューヨーク州出身で1995年よりFM COCOLOで当番組開始と共にレギュラーDJを務めるクリス。
公開録音コンサートも開催されており、その模様は当番組内で放送される。

## 放送時間
- 日曜 23:00 - 翌0:00（ - 2002年3月・2019年10月 - ）
- 日曜 23:00 - 翌1:00（2002年4月 - 2009年3月）
- 日曜 22:00 - 翌0:00（2009年4月 - 2019年9月）